# Хаслебен
Хаслебен (њем. Haßleben) општина је у њемачкој савезној држави Тирингија. Једно је од 55 општинских средишта округа Земерда. Према процјени из 2010. у општини је живјело 1.039 становника. Посједује регионалну шифру (AGS) 16068025.

## Географски и демографски подаци
Хаслебен се налази у савезној држави Тирингија у округу Земерда. Општина се налази на надморској висини од 152 метра. Површина општине износи 14,3 km². У самом мјесту је, према процјени из 2010. године, живјело 1.039 становника. Просјечна густина становништва износи 72 становника/km².